# Kuroszava Akira
Kuroszava Akira (黒澤 明; Hepburn: Kurosawa Akira) (Tokió, 1910. március 23. – Tokió, 1998. szeptember 6.) kétszeres BAFTA- és César-díjas japán filmrendező, filmproducer, forgatókönyvíró. Japán talán legismertebb filmrendezője. Rendkívüli hatással volt rendezők több generációjára világszerte. Legelső filmjét 1941-ben készítette, legutolsó műve halála után, 1999-ben jelent meg. Kevés olyan filmkészítőt ismerünk, akinek pályafutása ilyen hosszú és közkedvelt és egyben a szakma részéről ennyire elismert lett volna.

## Élete

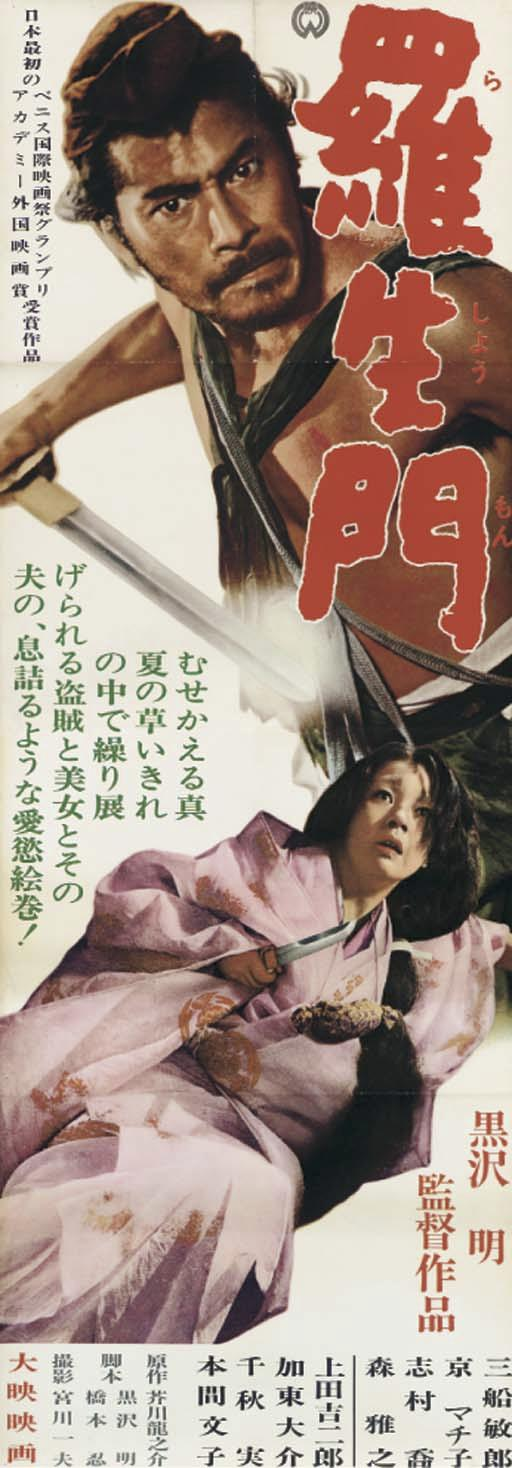
A vihar kapujában

Nyolcadik gyermekként született egy tokiói családban. Apja tornatanár volt, aki kedvelte a nyugati kultúrát, különösen a sportot és a filmeket. Az általános iskolában egy tanára bátorította, hogy rajzoljon és fessen. 1936-ban a Nikkatsu filmstúdióhoz került, ahol rendezést is tanult, miközben ott asszisztenseként dolgozott, forgatókönyveket írt, és a vágással ismerkedett.
Korai filmjei a háborús japán propagandájaként értékelhetőek, nacionalista témákkal foglalkoznak. Egy sztrájkban vállalt szervező szerepe miatt elbocsátották. Ekkor két társával közös céget alapított.
Az első háború utáni filmje (Ne sajnáld az ifjúságod) már a régi japán állam kritikája. Egy kosztümös film, A vihar kapujában volt az első nemzetközi sikere: a Velencei filmfesztiválon Arany Oroszlán díjat kapott.
Az 1950-es évekre kialakult jellegzetes stílusa. Gyakorivá vált nála a teleobjektív használata arra gondolván, hogy a kamerától távolabb játszó színész jobban szerepel. Több kamerát használt egyszerre, hogy ugyanazt a jelenetet több irányból is lássa, és választhasson közülük. Jellemzője lett filmjeinek az időjárás hangsúlyos jelenléte. A zuhogó eső például a Hét szamurájban, de más filmjeiben is szinte főszereplő. Jellemző rá a jelenetváltásokban az áttűnés alkalmazása is.
Az európai irodalom, Shakespeare, Tolsztoj, Dosztojevszkij, Gorkij, és külföldi filmesek is megihlették, például John Ford munkái. Emiatt sokan túlzottan is nyugatiasnak tartották, ami nem igaz: a japán kultúra hagyományai legalább annyira foglalkoztatták.
Az idők folyamán aztán az ő művei is nagy hatást gyakoroltak a világ filmművészetére.
Élete idején Japán harcias államból békés gazdasági nagyhatalommá vált. Legismertebb filmjei az 1950-es és 1960-as években készültek, de haláláig még sok filmet írt, rendezett. Filmtörténeti jelentőségű filmje az Akutagava Rjúnoszuke két novellájából – A vihar kapujában (Rasómon) és A bozótmélyben (Jabu no naka) – készült A vihar kapujában; 1950. (Velencei Nemzetközi Filmfesztivál: Nagydíj).
Sok filmje játszódik Japán feudális korszakában (kb. 13–17. század), néhány William Shakespeare-mű filmes adaptációja. Ilyen például a Ran („Téboly”; Shakespeare Lear királya) vagy a Véres trón (Macbeth-adaptáció).
A hét szamuráj (1954) című filmje forgatókönyvéből készült A hét mesterlövész című amerikai film (rendezője John Sturges). A Derszu Uzala című szovjet–japán filmje (1975) elnyerte a legjobb külföldi filmnek járó Oscar-díjat.
Szélütésben halt meg a tokiói Szetagaja negyedbeli otthonában.

## Filmográfia
| Év   | Cím                                         | Japán cím          | Olvasat                      |
| ---- | ------------------------------------------- | ------------------ | ---------------------------- |
| 1943 | Sanshiro Sugata aka Judo Saga               | 姿三四郎           | Szugata Szansiró             |
| 1944 | The Most Beautiful                          | 一番美しく         | Icsiban ucukusiku            |
| 1945 | Sanshiro Sugata Part II aka Judo Saga 2     | 續姿三四郎         | Zoku Szugata Szansiró        |
| 1945 | The Men Who Tread On the Tiger's Tail       | 虎の尾を踏む男達   | Tora no o o fumu otokotacsi  |
| 1946 | Nem sírom vissza az ifjúságomat             | わが青春に悔なし   | Vaga szeisun ni kuinasi      |
| 1946 | One Wonderful Sunday                        | 素晴らしき日曜日   | Szubarasiki nicsijóbi        |
| 1948 | A részeg angyal                             | 酔いどれ天使       | Joidore tensi                |
| 1949 | The Quiet Duel                              | 静かなる決闘       | Sizukanaru kettó             |
| 1949 | Veszett kutya                               | 野良犬             | Nora inu                     |
| 1950 | Botrány                                     | 醜聞               | Scandal                      |
| 1950 | A vihar kapujában                           | 羅生門             | Rasómon                      |
| 1951 | A félkegyelmű                               | 白痴               | Hakucsi                      |
| 1952 | Élni                                        | 生きる             | Ikiru                        |
| 1954 | A hét szamuráj                              | 七人の侍           | Sicsinin no szamurai         |
| 1955 | Record of a Living Being aka I Live in Fear | 生きものの記録     | Ikimono no kiroku            |
| 1957 | Véres trón                                  | 蜘蛛巣城           | Kumonoszu-dzsō               |
| 1957 | Éjjeli menedékhely                          | どん底             | Donzoko                      |
| 1958 | Rejtett erőd                                | 隠し砦の三悪人     | Kakusi toride no szan akunin |
| 1960 | The Bad Sleep Well                          | 悪い奴ほどよく眠る | Varui jacu hodo joku nemuru  |
| 1961 | A testőr                                    | 用心棒             | Jódzsinbó                    |
| 1962 | Sanjuro                                     | 椿三十郎           | Cubaki Szandzsúró            |
| 1963 | High and Low aka Heaven and Hell            | 天国と地獄         | Tengoku to dzsigoku          |
| 1965 | Rőtszakállú                                 | 赤ひげ             | Akahige                      |
| 1970 | Dodeszukaden                                | どですかでん       | Dodeszukaden                 |
| 1975 | Derszu Uzala                                | Дерсу Узала        | Derszu Uzala                 |
| 1980 | Az árnyéklovas                              | 影武者             | Kagemusa                     |
| 1985 | Ran – Káosz                                 | 乱                 | Ran                          |
| 1990 | Álmok                                       | 夢                 | Jume                         |
| 1991 | Augusztusi rapszódia                        | 八月の狂詩曲       | Hacsigacu no rapsody         |
| 1993 | Még nem                                     | まあだだよ         | Maadadajo                    |